# Oxkintok

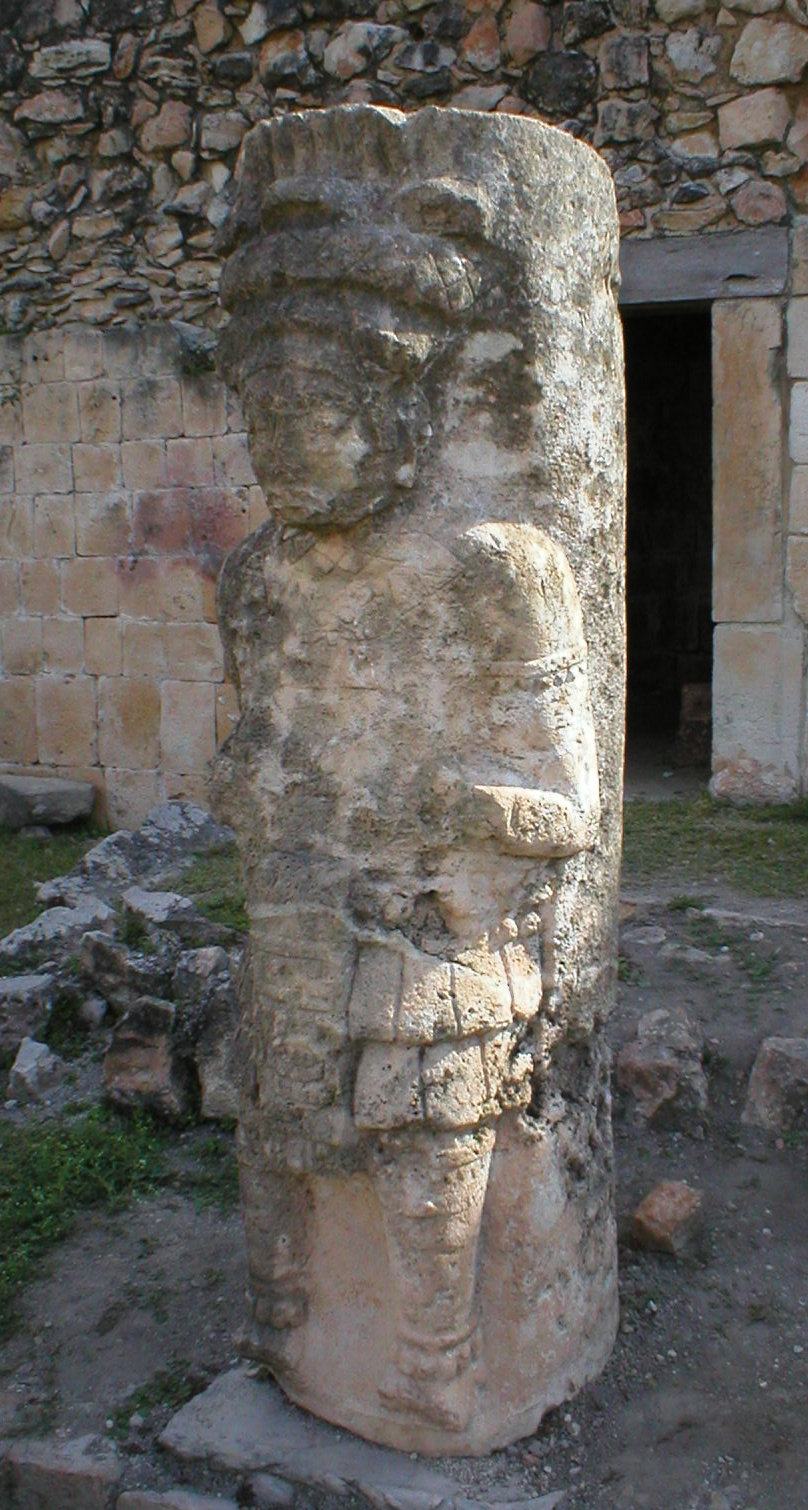
Colonne sculptée du Groupe Ah Canul

Oxkintok est un site archéologique maya qui se trouve à l'extrémité nord des collines du Puuc, à distance égale du port de Celestùn et de Dzibilchatunà, quelques kilomètres à l'est de la ville moderne de Maxcanú, Yucatán, Mexique. Le site est connu depuis longtemps - il a été visité par John Lloyd Stephens en 1841 - mais de véritables fouilles archéologiques n'ont commencé que dans les années 1990.
Oxkintok est un des centres les plus anciens de la région. Le « palais de la série lunaire » renferme la plus ancienne inscription en compte long du Puuc (475 apr. J.-C.). Le dernier monument daté, la Stèle 9, date de 859 apr. J.-C.
Oxkintok dut sa prospérité au commerce côtier qui apportait marchandises, connaissances et populations originaires d’autres régions de la Mésoamérique. L'archéologue Ricardo Vélasquez y a démontré une forte influence de Teotihuacan. La pyramide a livré un masque funéraire en jade et coquillage à la langue tirée en avant.

## Le site
Le centre du site est constitué de trois complexes de bâtiments, appelés Groupe Dzib, Groupe May et Groupe Ah Canul, reliés par des sacbeob.
L'édifice le plus connu, le labyrinthe du Tzat tun Tzat ou sasunsat comporte trois étages d’allées sombres et de salles obscures, un observatoire astronomique ou un parcours initiatique pour le jeune roi. C’est le plus célèbre et le plus ancien monument d'Oxkintok. Les trois étages ne sont visibles que d’un côté du monument. Il comporte beaucoup d’escaliers intérieurs. Il est difficile de dater les niveaux archéologiques du sasunsat. La céramique qu'on y a trouvée date de la période formative ou postclassique d'après M. Rivera.
Le sasunsat, exploré par une mission archéologique espagnole au Mexique, a récemment été interprété comme un édifice permettant d’exécuter un rituel d’émergence. Ses deux premiers étages sont constitués de galeries qui forment labyrinthe, qui comprennent plusieurs impasses, le sommet était couronné d’une pièce. Comme à Palenque, on pénétrait par l’ouest dans ce souterrain labyrinthique, et après avoir gravi deux étages, on débouchait à la lumière du côté est. Il s'agirait d'un cosmogramme à fonction initiatique reproduisant la course solaire d’ouest en est. Un prolongement de l’escalier intérieur fait communiquer entre eux les trois étages. Le premier étage est souterrain du fait de la déclivité du terrain. Le troisième étage comprend 3 pièces parallèles.
On peut voir également à Oxkintok une pyramide tout en angles et en décrochements, une étrange figure avec une tête de squelette et un ventre de femme enceinte.
Des piliers anthropomorphes et des colonnades y ont récemment été découverts.